# Lissonotus flabellicornis
Lissonotus flabellicornis es una especie de escarabajo longicornio del género Lissonotus, superfamilia Chrysomeloidea. Fue descrita científicamente por Germar en 1823.
Se distribuye por Argentina, Brasil, Bolivia y Paraguay. Mide 18-20,3 milímetros de longitud. El período de vuelo ocurre en los meses de enero, febrero, marzo, septiembre, octubre, noviembre y diciembre.